# Clarence Crafoord (kirurg)
Clarence Crafoord, född 28 maj 1899 i Hudiksvall, död 25 februari 1984 i Danderyd, var en svensk läkare och pionjär inom svensk thoraxkirurgi. Crafoord var verksam vid Sabbatsbergs sjukhus i Stockholm och var överläkare där 1939–1957. Han var senare överläkare vid thoraxkirurgiska kliniken, Karolinska Sjukhuset, 1957–1966. Utöver detta var han professor i thoraxkirurgi vid Karolinska Institutet 1948–1966.

## Biografi
Crafoord var son till kapten Jacob Crafoord och Elisabeth Bolinder. Han avlade studentexamen i Stockholm 1916 och blev medicine kandidat 1919, medicine licentiat 1924, medicine doktor 1938 och docent i kirurgi vid Karolinska institutet 1940. Crafoord var professor i thoraxkirurgi där 1948-1966. Han var underläkare vid Stockholms läns centrallasarett 1922 och 1924-1927, Sabbatsbergs sjukhus 1928-1930, förste underläkare där 1930-1934, biträdande lasarettsläkare 1934-1939, överläkare 1939-1957, thoraxkliniken vid Karolinska sjukhuset 1957-1966.
Crafoord blev marinläkare av andra graden i Marinläkarkårens reserv 1929 och av första graden från 1938. Han var ledamot av Socialstyrelsens vetenskapliga råd från 1953. Crafoord var hedersledamot av ett stort antal utländska kirurgiska och thoraxkirurgiska sällskap. Han blev medicine hedersdoktor vid universiteten i Grenoble 1949, Sorbonne 1950, Coimbra 1951, Turin 1954, Uruguay 1958, Aix-Marseille 1958, Córdoba, Argentina 1959, Cuyo, Argentina 1965 och San Marcos, Lima 1965.  Crafoord var först i världen år 1944 med att framgångsrikt operera coarctatio aorta, en förträngning av den stora kroppspulsådern..De 25 första patienterna efterundersöktes  30 år senare av Viking Olof Björk och Leif Bergdahl och visade på mycket goda resultat. Crafoord utgav arbeten inom kirurgi, speciellt inom thoraxkirurgin och om heparin och dess användning i trombosförhindrande syfte samt utgav skrifter i lung- och hjärtkirurgi.
Crafoord utvecklade i samarbete med bland andra Viking Björk och Åke Senning hjärt-lungmaskinen, som 1954 användes för första gången i Europa vid operation på en människa. Crafoord tilldelades KTH:s stora pris 1946.
Crafoord gifte sig 1921 med Karin Enblom (född 1899), dotter till arkitekten Rudolf Enblom och Helfrid Ulrich. Han var far till Gunnela (1924-1928), Lill (född 1926), Gert (född 1929), Joar (född 1931), Carin (född 1933), Jan (född 1935), Kjell (född 1939) och Henrik (född 1941).

## Utmärkelser
- Svenska Läkaresällskapets jubileumsmedalj (Svläk:sällskJubM)[9]